# دهستان چارگهاری
دهستان چارگهاری (به لاتین: Chargharey Gewog) یک دهستان در کشور بوتان است که در ناحیهٔ سامتس واقع شده‌است.